# Sune Mangs

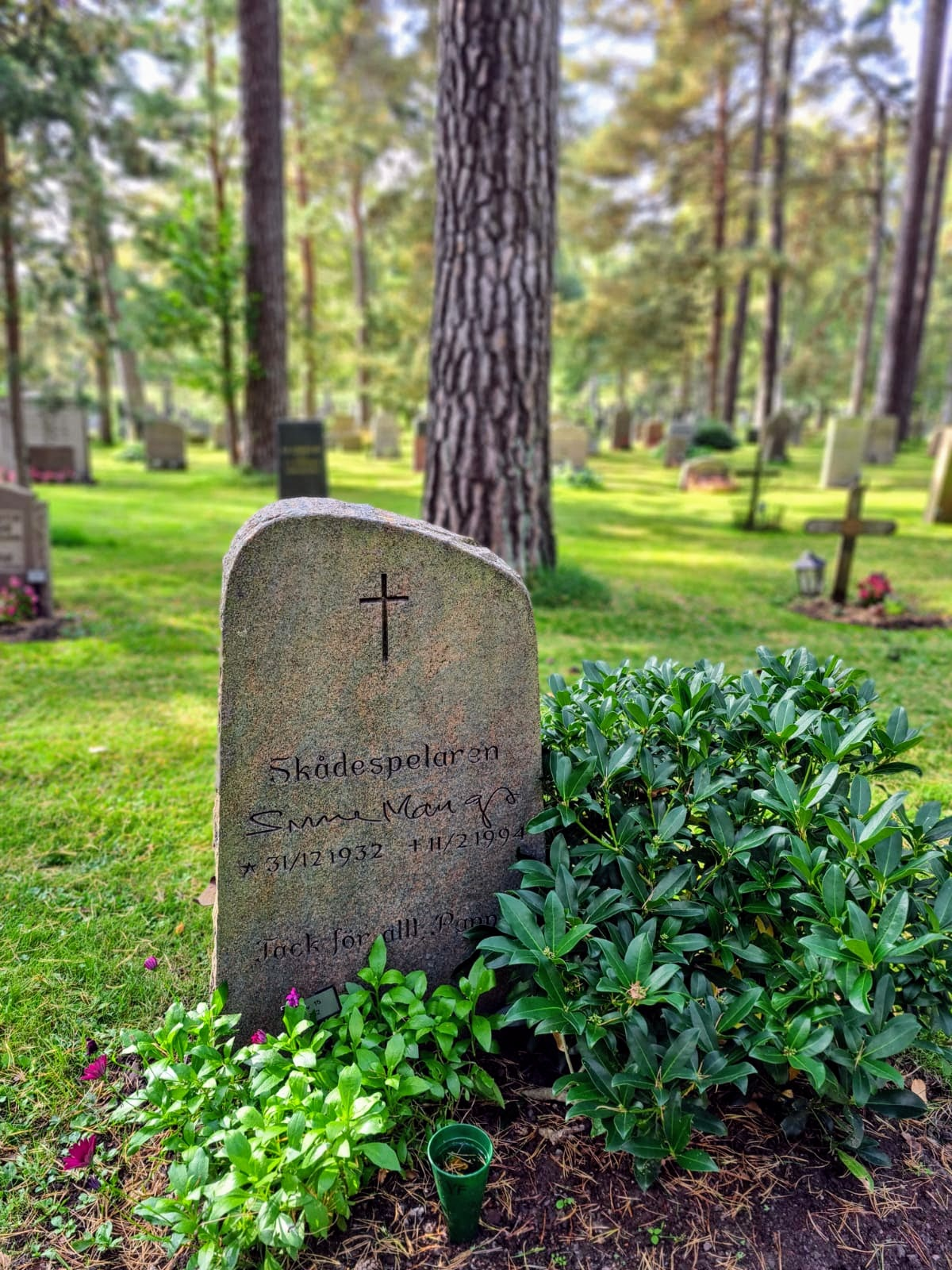
Sune Mangs gravvård på Skogskyrkogården, Stockholms kommun.

Bengt Sune Mangs, född 31 december 1932 i Kaskö i Finland, död 11 februari 1994 i Stockholm, var en sverigefinlandssvensk skådespelare och revyartist.

## Biografi
Sune Mangs föddes nyårsaftonen 1932 i Kaskö i Finland. Han var son till möbelhandlare Runar Mangs och Edith, född Lindborg. Efter föräldrarnas skilsmässa flyttade Mangs som åttaåring, under pågående vinterkrig, tillsammans med mor och syskon till en etta på Södermalm i Stockholm.

### Teater i Finland och Sverige
Mangs tog teaterlektioner på Lilla Scenens teaterskola i Stockholm och engagerades därefter av Lilla Teatern i Helsingfors. Han turnerade sedan ett par år med Landsteatern i Finland. I Sverige debuterade han som Tommy i Astrid Lindgrens Pippi Långstrump på turné med Malmö Barnteater Folkets park 1950.
Han spelade från 1951 med Landsteatern innan han återvände till Sverige sommaren 1953 och gjorde Magistern i Hjalmar Bergmans Hans nåds testamente på Skansenteatern med Gunnar Sjöberg som Hans nåd. Han medverkade också i flera turnéföreställningar som i Per-Axel Branners uppsättning av Alan Melvilles samtidskomedi Kärlek och television på Riksteatern 1956.
Hösten 1958 debuterade han som revyartist på Casinoteatern i Revy-Tut med Birgitta Andersson och Stig Grybe i ensemblen och han återvände till Casino sommaren 1960 för Nummerrevyn 11 44 99. Mangs var en estradör som gärna sjöng och våren 1959 var han gäst i Svenerik Perzons Tabaré på Wärdshuset Ulla Winbladh där han som sångare uppträdde med vissångerskorna Monica Nielsen, Axelle Axell och Gunnel Sporr.
Han medverkade i musikalen Irma la Douce på Scalateatern hösten 1959 med Lena Granhagen och Sven Lindberg. Mangs ingick också i teaterchefen Lars-Levi Laestadius första ensemble på Stockholms stadsteater 1960 och gjorde Sergeanten i Sean O'Casyes irländska drama Tuppen med Willy Sandberg, Hilding Gavle och Gerd Hagman och kocken Pyton i Arthur Swinarskis pjäs Akilles och jungfruarna.
Han filmdebuterade 1953 i Egil Holmsens film Fartfeber och gjorde efter en räcka småroller ett par bemärkta insatser i Äktenskapsbrottaren (1964) och i Calle P (1965).

### Genombrott hos Knäppupp och i teve
Sune Mangs publikgenombrott kom med Knäppupp-revyerna på Idéonteatern. De två första 1961: Ursäkta handsken i regi av Tage Danielsson med bland andra Karl Gerhard och I hatt och strumpa med Birgitta Andersson, Martin Ljung och Brita Borg. Han var sedan med i de flesta av Povel Ramels revyer till och med De sista entusiasterna 1968. Bland de minnesvärda nummer som Mangs medverkade i kan nämnas: Vad heter det nu igen? med Stig Grybe från Ta av dej skorna (1965) och som Stompas i Det gamla gänget med Povel Ramel och Lars Ekborg i På avigan (1966).
Han medverkade också Sondheim-musikalen En kul grej hände på vägen till Forum på Idéonteatern medan den yngre publiken gladde sig åt hans Nalle Puh som Stockholms Skolbarnsteater gav på Alléteatern 1967.
Samma år medverkade han i TV:s nöjesprogram Fri entré med Beppe Wolgers och Lars Ekborg som hämtade flera av sina nummer ur Idéonrevyn Vi älskar er.
1968 medverkade Mangs i Klart spår till Tomteboda, Sveriges Radios och Sveriges Radio-TV:s adventskalender.[källa behövs] På nyårsafton samma år var det premiär på Hagge Geigerts revy Under täcket på Lisebergsteatern i Göteborg där Mangs med numret Hovsångerskan gjorde en bejublad parodi på operasångerskan Birgit Nilsson.

### 1970- och 1980-talet
1970 gjorde Sune Mangs Polisman Karlsson i Bernt Callenbos folkkära TV-serie Söderkåkar med Gunn Wållgren, Arne Källerud, Monica Zetterlund, Tor Isedal och Mille Schmidt. Den följdes av andra uppskattade TV-serier som Herrarna i hagen (1972) och Grabbarna i 57:an (1978).
Mangs gjorde Winston Churchill i Tage Danielssons film Picassos äventyr 1978 och spelade Monsieur Vidauban i Hans Alfredsons uppsättning av Feydeau-farsen Räkan från Maxim som sändes på teve 1980.
Han samarbetade flera gånger med regissören Staffan Götestam, första gången i familjeuppsättningen Pinocchio som på annandagen 1979 hade premiär på Folkan i Stockholm. Den följdes av musikalen Pippi Långstrump med Siw Malmkvist i titelrollen som efter sejouren på Folkan även spelades i Folkparkerna 1981. På Folkan medverkade han också 1984 i Ray Cooneys succéfars Kuta och kör i rollen som grannen Bobby Franklin våningen ovanpå.
Med sitt generösa omfång var han också en uppenbarelse som Lill-Klimpen i Götestams turnéuppsättning av Ronja Rövardotter 1990 med Malin Berghagen, Barbro "Lill-Babs" Svensson och Fredrik Ohlsson med flera.
Mangs gjorde skådespelaren Salenius i teatertruppen i Ingmar Bergmans Fanny och Alexander och Värdinnan på horhuset i Hrafn Gunnlaugssons tv-film Bödeln och skökan (1986). I Gunnlaugssons film Korpens skugga spelade han en sällsynt gemen biskop.
På radioteatern var han relativt sällan hörd men i Marie Louise Ekmans pjäs Den falska människan (1981) gjorde han en dialogföreställning med Georg Rydeberg om två ensamma herrars sammandrabbning på julafton.

### Övrigt
Sune Mangs var en fin kuplettsångare. Till paradnumren hörde Någonting att äta – någonting att dricka, Det ordnar sig alltid och Härligt härligt härligt, men farligt, farligt och han uppträdde i teveprogram som Hylands hörna och i Bernt Egerbladhs Två och en flygel. Han låg två veckor på Svensktoppen med melodin Tutte Timmelin. Hans bästa kupletter samlades på lp:n Lite gladare om jag får be 1980.
Mangs drabbades på nyårsafton 1993, samma dag som han fyllde 61 år, av en hjärtinfarkt och avled en dryg månad senare på Sabbatsbergs sjukhus i Stockholm. Han begravdes den 31 mars 1994 på Skogskyrkogården.
Han var farbror till Peter Mangs.

## Filmografi (i urval)

### Filmer
- 1955 – Blockerat spår
- 1956 – Sceningång
- 1956 – Den tappre soldaten Jönsson
- 1958 – Jazzgossen
- 1958 – Kostervalsen
- 1958 – Laila
- 1959 – Himmel och pannkaka
- 1961 – Lita på mej, älskling!
- 1961 – Ljuvlig är sommarnatten
- 1961 – Änglar, finns dom?
- 1963 – Prins Hatt under jorden
- 1965 – Calle P
- 1966 – Trettio pinnar muck
- 1969 – Hur Marie träffade Fredrik, åsnan Rebus, kängurun Ploj och...
- 1969 – Åsa-Nisse i rekordform
- 1970 – Som hon bäddar får han ligga
- 1978 – Picassos äventyr
- 1979 – Barnförbjudet
- 1980 – Sverige åt svenskarna
- 1981 – Göta kanal
- 1981 – Olsson per sekund eller Det finns ingen anledning till oro
- 1982 – Fanny och Alexander
- 1986 – Hassel – Beskyddarna
- 1987 – Spökligan
- 1988 – Korpens skugga

### TV-serier
- 1967 – Malte och Malin (TV-serie)
- 1970 – Söderkåkar (TV-serie)
- 1972–1974 – Herrarna i hagen (TV-serie)
- 1975 – Långtradarchaufförens berättelser (TV-serie)
- 1977 – Semlons gröna dalar (TV-serie)
- 1978 – Grabbarna i 57:an eller Musikaliska gänget (TV-serie)
- 1984 – Träpatronerna (TV-serie)
- 1990 – smash (TV-serie)
- 1992 – Vennerman & Winge (TV-serie)
- 1992 – Kusiner i kubik (TV-serie)

## Teater

### Roller
| År   | Roll                   | Produktion                                                                            | Regi                 | Teater                     |
| ---- | ---------------------- | ------------------------------------------------------------------------------------- | -------------------- | -------------------------- |
| 1953 | Magistern              | Hans nåds testamente Hjalmar Bergman                                                  | Sandro Malmquist     | Skansens friluftsteater    |
| 1958 | Medverkande            | Revy-Tut Evert Lindberg, Rune Ek, Stig Grybe och Bengt Janzon                         | Stig-Ossian Ericson  | Casinoteatern              |
| 1959 | Åklagaren              | Irma la Douce Marguerite Monnot                                                       |                      | Scalateatern               |
| 1960 | Medverkande            | 11 44 99, revy                                                                        | Stig-Ossian Ericson  | Casinoteatern              |
| 1960 | Herr Omar              | Ture Sventon i London Åke Holmberg                                                    | Nils Olsén           | Stockholms skolbarnsteater |
| 1960 | Sergeanten vid milisen | Tuppen Seán O'Casey                                                                   | Lars-Levi Laestadius | Stockholms stadsteater     |
| 1961 | Medverkande            | Ursäkta handsken, revy Karl Gerhard                                                   | Tage Danielsson      | Idéonteatern               |
| 1961 | Medverkande            | I hatt och strumpa, revy Hans Alfredson, Tage Danielsson, Owe Thörnqvist, Povel Ramel | Mille Schmidt        | Idéonteatern               |
| 1962 | Medverkande            | Tält Side Story, revy Hans Alfredson, Tage Danielsson, Owe Thörnqvist, Povel Ramel    | Mille Schmidt        | Turné                      |
| 1962 | Medverkande            | Dax igen, revy Povel Ramel                                                            | Herman Ahlsell       | Idéonteatern Turné         |
| 1964 |                        | Den stora effekten Robert Dhery                                                       | Stig Ossian Eriksson | Idéonteatern               |
| 1964 | Medverkande            | Nya ryck i snöret, revy Emil Norlander, Povel Ramel, Beppe Wolgers                    | Åke Falck            | Idéonteatern               |
| 1965 | Senex                  | En kul grej hände på väg till Forum Stephen Sondheim, Burt Shevelove, Larry Gelbart   | Gösta Bernhard       | Idéonteatern               |
| 1965 | Medverkande            | Ta av dej skorna, revy Povel Ramel och Beppe Wolgers                                  | Egon Larsson         | Turné/ Idéonteatern        |
| 1966 | Medverkande            | På avigan, revy Povel Ramel                                                           | Hasse Ekman          | Idéonteatern               |
| 1967 | Nalle Puh              | Nalle Puh A.A. Milne                                                                  | Thor Zackrisson      | Skolbarnsteatern           |
| 1967 | Medverkande            | Vi älskar er, revy Beppe Wolgers                                                      | Stig Ossian Eriksson | Idéonteatern               |
| 1967 | Linus                  | Milda makter Clark Gesner                                                             | Jackie Söderman      | Idéonteatern               |
| 1968 | Medverkande            | De sista entusiasterna, revy Povel Ramel och Beppe Wolgers                            | Hasse Ekman          | Idéonteatern/ Turné        |
| 1979 | Fén                    | Pinocchio Staffan Götestam och Peter Flack                                            | Staffan Götestam     | Folkan                     |
| 1980 |                        | Pippi Långstrump Astrid Lindgren                                                      | Staffan Götestam     | Folkan                     |
| 1989 | Sancho Panza           | Mannen från La Mancha Dale Wasserman, Mitch Leigh och Joe Darion                      | Peter-Paul Zwartjes  | Arbisteatern               |
| 1992 |                        | Madicken Astrid Lindgren                                                              | Pernilla Skifs       | Göta Lejon                 |

## Övrigt
Sune Mangs var förebild till Ica:s reklamfigur Icander som Ica hade under 1970- och 1980-talet.